# Смердовицы
Смердовицы (фин. Smerdovitsa) — деревня в Волосовском районе Ленинградской области, входит в состав Большеврудского сельского поселения.

## История
Впервые упоминается в Писцовой книге Водской пятины 1500 года как село Смердовичи в Богородицком Врудском погосте.
На карте Ингерманландии А. И. Бергенгейма, составленной по шведским материалам 1676 года, она обозначена как деревня Smerdowits.
На шведской «Генеральной карте провинции Ингерманландии» 1704 года — как Smerdonits.
Как деревня Смердовиц — на «Географическом чертеже Ижорской земли» Адриана Шонбека 1705 года.

СМЕРДОВИЦЫ — мыза принадлежит генерал-майорше Тизенгаузеной, число жителей по ревизии: 27 м. п., 29 ж. п.
 
СМЕРДОВИЦЫ — деревня принадлежит генерал-майорше Тизенгаузеной, число жителей по ревизии: 78 м. п., 75 ж. п. (1838 год)

Согласно карте Ф. Ф. Шуберта в 1844 году деревня Смердовицы насчитывала 34 крестьянских двора.
На этнографической карте Санкт-Петербургской губернии П. И. Кёппена 1849 года она обозначена как деревня «Smerdowitz», расположенная в ареале расселения савакотов. В пояснительном тексте к этнографической карте она записана как деревня Smerdowitz (Смердовицы) и указано количество её жителей на 1848 год: савакотов — 23 м. п., 24 ж. п., всего 47 человек, русских — 115 человек.

СМОРДОВИЦЫ — деревня капитана Тизенгаузена, 10 вёрст по почтовой [от Ямбурга], а остальные по просёлочной дороге, число дворов — 26, число душ — 64 м. п. (1856 год)

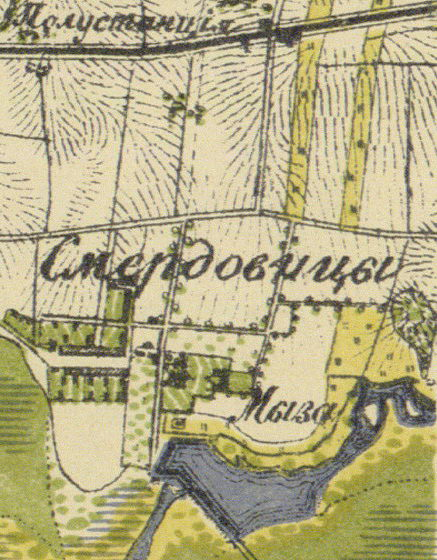
Мыза и деревня Смердовицы на карте 1860 года

СМЕРДОВИЦЫ — мыза владельческая при колодце, по Рожественскому тракту из с. Рожествена, Царскосельского уезда, по левую сторону этого тракта, в 35½ верстах и от уездного города и от становой квартиры, число дворов — 3, число жителей: 4 мужчин, 10 женщин

СМЕРДОВИЦЫ — деревня владельческая там же, число дворов — 24, число жителей: 85 мужчин, 85 женщин (1862 год)

В 1877—1878 годах временнообязанные крестьяне деревни выкупили свои земельные наделы у барона Е. Б. Тизенгаузена и стали собственниками земли.
Согласно материалам по статистике народного хозяйства Ямбургского уезда 1887 года мыза Смердовицы площадью 1004 десятины принадлежала барону В. Е. Тизенгаузену, она была приобретена до 1868 года. В мызе был яблоневый сад на 1000 деревьев и мельница, охота и рыбная ловля сдавались в аренду.
Летом 1896 года здесь продолжал писать оперу «Садко» Н. А. Римский-Корсаков.
В 1900 году, согласно «Памятной книжке Санкт-Петербургской губернии», мыза Смердовицы площадью 602 десятины принадлежала наследникам барона Евгения Богдановича Тизенгаузена.
В конце XIX — начале XX века деревня административно относилась к Врудской волости 1-го стана Ямбургского уезда Санкт-Петербургской губернии. Население деревни было смешанным — финско-русским.
По данным «Памятной книжки Санкт-Петербургской губернии» за 1905 год мызой Смердовицы площадью 602 десятины, владел барон Владимир Евгеньевич Тизенгаузен.
С 1923 по 1924 год деревня Смердовицы входила в состав Овинцевского сельсовета Врудской волости Кингисеппского уезда.
С 1924 года в составе Больше-Врудского сельсовета.
С 1926 года вновь в составе Овинцевского сельсовета. Согласно данным переписи населения СССР 1926 года в деревне Смердовицы проживал 141 человек, большинство финны, а также русские и эстонцы.
С 1927 года в составе Молосковицкого района.

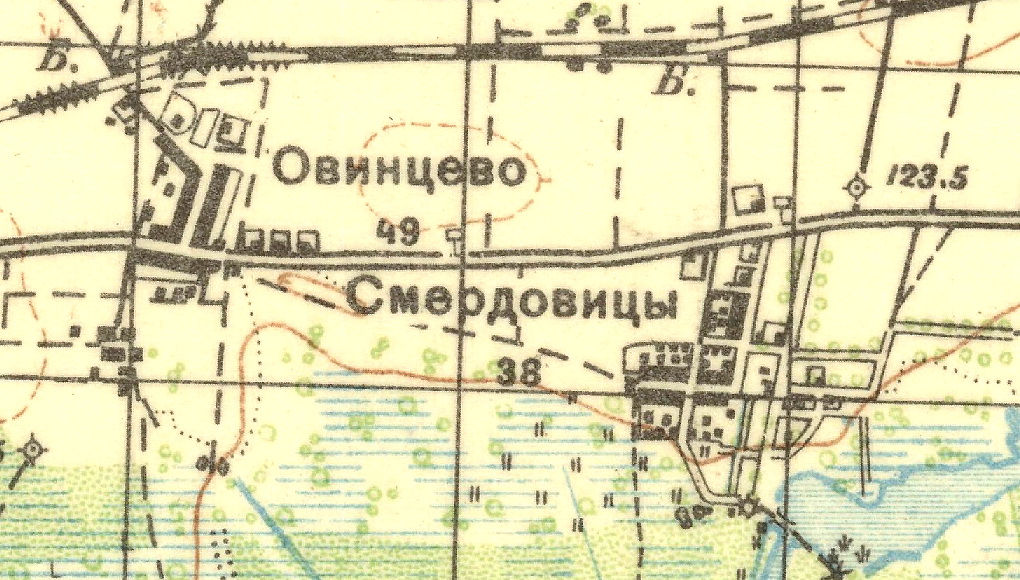
План деревни Смердовицы. 1930 год

Согласно топографической карте 1930 года деревня насчитывала 38 дворов.
С 1931 года в составе Волосовского района.
По данным 1933 года деревня Смердовицы входила в состав Овинцевского сельсовета Волосовского района.
С 1 августа 1941 года германская оккупация. Деревня была освобождена от немецко-фашистских оккупантов 28 января 1944 года.
С 1954 года в составе Молосковицкого сельсовета.
С 1963 года в составе Кингисеппского района.
С 1965 года вновь в составе Волосовского района. В 1965 году население деревни составляло 125 человек.
По данным 1966 года деревня Смердовицы находилась в составе Молосковицкого сельсовета.
По данным 1973 и 1990 годов деревня Смердовицы входила в состав Врудского сельсовета с административным центром в посёлке Вруда.
В 1997 году в деревне проживали 50 человек, в 2002 году — 55 человек (русские — 76 %), в 2007 году — 44.

## География
Деревня расположена в центральной части района на автодороге 41А-002 (Гатчина — Ополье) между деревней Овинцево и деревней Большой Врудой.
Расстояние до административного центра поселения — 2 км.
Расстояние до ближайшей железнодорожной станции Вруда — 5 км.
К востоку от деревни расположено небольшое искусственное озеро Смердовицкое, образовавшееся в результате постройки плотины на реке Вруде.

## Демография
| 1862 | 2002 | 2007 | 2010 | 2017 |
| ---- | ---- | ---- | ---- | ---- |
| 184  | ↘55  | ↘44  | ↗88  | ↘80  |

### Национальный состав
Согласно данным Всероссийской переписи населения 2021 года в деревне проживали 108 человек, из них:
 русские — 86, таджики — 8, табасараны — 4, украинцы — 4, белорусы — 3, аварцы — 1, грузины — 1, молдаване — 1 человек.

## Фото

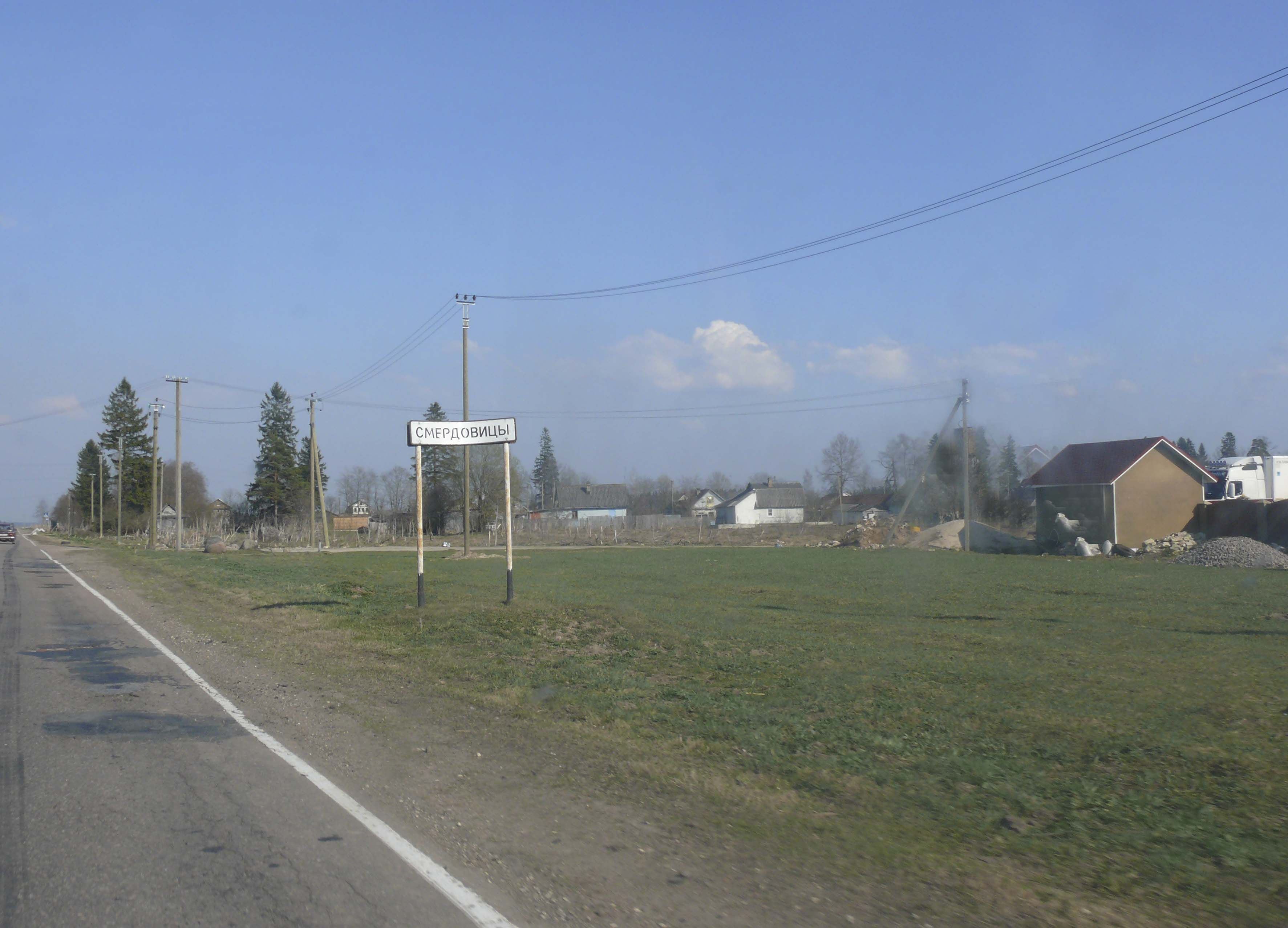
Въезд в деревню со стороны Кингисеппа. 2011 год

## Улицы
Восточная, Западная, Лесная, Луговая, Молодёжная, Озёрная, Парковая.